# Гипофосфиты
Гипофосфиты — соли фосфорноватистой кислоты.
Соединения содержат анион H2PO2− со степенью окисления фосфора +1.
Два атома водорода присоединены непосредственно к атому фосфора (по этой причине соответствующая кислота одноосновная).
Согласно номенклатуре IUPAC данные соли называются фосфинатами (как правило, в случае органических соединений). Это название практически не используется по отношению к самому иону, где оба атома водорода не замещены органическими радикалами.

## Получение
Гипофосфиты могут быть получены путём нагрева белого фосфора в теплой водной щелочи::
P4 + 3OH− + 3H2O → 3H2PO2− + PH3

## Химические свойства
Гипофосфит в качестве восстанавливающего агента:
H2PO2− +3OH− → HPO32− + 2H2O + 2e−
Гипофосфиты используются в неэлектролитическом никелировании в качестве восстановителя для осаждения, например, металлического Ni из солей Ni. Гипофосфит ион термодинамически неустойчив и диспропорционирует при нагревании до фосфина газа и фосфатных солей:
2 H2PO2− → PH3 + HPO42−

## Органические соли
Органические гипофосфиты, как правило, называют фосфинатами. Являются солями органических фосфиновых кислот. Общая формула аниона R2P(=O)OH, формально являющиеся замещенными производными фосфиновой кислоты Н2P(=O)O−.

## Примеры неорганических соединений
- Гипофосфит калия
- Гипофосфит магния
- Гипофосфит марганца
- Гипофосфит никеля(II)
- Гипофосфит свинца(II)